# Доннелли (город, Миннесота)
Доннелли (англ. Donnelly) — город в округе Стивенс, штат Миннесота, США. На площади 8 км² (7,1 км² — суша, 0,8 км² — вода), согласно переписи 2002 года, проживают 254 человека. Плотность населения составляет 35,6 чел./км².
- Телефонный код города — 320
- Почтовый индекс — 56235
- FIPS-код города — 27-16084[1]
- GNIS-идентификатор — 0642887[2]